# 9.º governo republicano (Portugal)
O 9.º governo da Primeira República Portuguesa, nomeado a 25 de janeiro de 1915 e exonerado a 15 de maio de 1915, foi liderado por Joaquim Pimenta de Castro, acumulando este todas as pastas interinamente entre 25 e 28 de janeiro. Ficou conhecido por Governo da Ditadura Militar.
A sua constituição era a seguinte:
| Cargo                              | Detentor | Detentor                                                | Período                                        |
| ---------------------------------- | -------- | ------------------------------------------------------- | ---------------------------------------------- |
| Presidente do Ministério           |          | Joaquim Pimenta de Castro (1846–1918)                   | 25 de janeiro de 1915 a 15 de maio de 1915     |
| Ministro do Interior               |          | Joaquim Pimenta de Castro (interino) (1846–1918)        | 25 de janeiro de 1915 a 28 de janeiro de 1915  |
| Ministro do Interior               |          | Pedro Gomes Teixeira (1853–1922)                        | 28 de janeiro de 1915 a 15 de maio de 1915     |
| Ministro da Justiça e dos Cultos   |          | Joaquim Pimenta de Castro (interino) (1846–1918)        | 25 de janeiro de 1915 a 28 de janeiro de 1915  |
| Ministro da Justiça e dos Cultos   |          | Guilherme Moreira (1861–1922)                           | 28 de janeiro de 1915 a 15 de maio de 1915     |
| Ministro das Finanças              |          | Joaquim Pimenta de Castro (interino) (1846–1918)        | 25 de janeiro de 1915 a 28 de janeiro de 1915  |
| Ministro das Finanças              |          | Herculano Galhardo (1868–1944)                          | 28 de janeiro de 1915 a 6 de março de 1915     |
| Ministro das Finanças              |          | José Jerónimo Rodrigues Monteiro (interino) (1855–1931) | 6 de março de 1915 a 10 de março de 1915       |
| Ministro das Finanças              |          | José Jerónimo Rodrigues Monteiro (1855–1931)            | 10 de março de 1915 a 15 de maio de 1915       |
| Ministro das Finanças              |          | José Maria Teixeira Guimarães (interino) (1845–1915)    | 29 de abril de 1915 a 15 de maio de 1915       |
| Ministro da Guerra                 |          | Joaquim Pimenta de Castro (1846–1918)                   | 25 de janeiro de 1915 a 15 de maio de 1915     |
| Ministro da Marinha                |          | Joaquim Pimenta de Castro (interino) (1846–1918)        | 25 de janeiro de 1915 a 28 de janeiro de 1915  |
| Ministro da Marinha                |          | José Xavier de Brito (1850–1945)                        | 28 de janeiro de 1915 a 15 de maio de 1915     |
| Ministro dos Negócios Estrangeiros |          | Joaquim Pimenta de Castro (interino) (1846–1918)        | 25 de janeiro de 1915 a 4 de fevereiro de 1915 |
| Ministro dos Negócios Estrangeiros |          | José Jerónimo Rodrigues Monteiro (1855–1931)            | 4 de fevereiro de 1915 a 10 de março de 1915   |
| Ministro dos Negócios Estrangeiros |          | Teófilo da Trindade (1856–1936)                         | 10 de março de 1915 a 15 de maio de 1915       |
| Ministro dos Negócios Estrangeiros |          | José Xavier de Brito (interino) (1850–1945)             | 29 de abril de 1915 a 15 de maio de 1915       |
| Ministro do Fomento                |          | Joaquim Pimenta de Castro (interino) (1846–1918)        | 25 de janeiro de 1915 a 28 de janeiro de 1915  |
| Ministro do Fomento                |          | José Nunes da Ponte (1848–1924)                         | 28 de janeiro de 1915 a 15 de maio de 1915     |
| Ministro das Colónias              |          | Joaquim Pimenta de Castro (interino) (1846–1918)        | 25 de janeiro de 1915 a 28 de janeiro de 1915  |
| Ministro das Colónias              |          | Teófilo da Trindade (1856–1936)                         | 28 de janeiro de 1915 a 10 de março de 1915    |
| Ministro das Colónias              |          | José Maria Teixeira Guimarães (1845–1915)               | 10 de março de 1915 a 15 de maio de 1915       |
| Ministro da Instrução Pública      |          | Joaquim Pimenta de Castro (interino) (1846–1918)        | 25 de janeiro de 1915 a 28 de janeiro de 1915  |
| Ministro da Instrução Pública      |          | Manuel Goulart de Medeiros (1861–1947)                  | 28 de janeiro de 1915 a 15 de maio de 1915     |